# 39256 Zacny
39256 Zacny este o planetă minoră (asteroid) din centura de asteroizi. A fost descoperită pe 19 decembrie 2000 la Stația Anderson Mesa de Lowell Observatory Near-Earth-Object Search. 
Obiectul prezintă o orbită caracterizată de o semiaxă mare de 1,9549656 UAi, o excentricitate de 0,11, o înclinație de 22,25722 ° în raport cu ecliptica.